# 呉昇一
呉 昇一（오 승일、1948年1月4日 - ）は、在日韓国人の彫刻家。現在では呉圭錫の名で作家活動を続ける。
韓国生まれ。和光大学を卒業後、新制作協会に出品、会員となる。その後退会。
1984年、小栗康平監督の映画作品「伽倻子のために」に主演。
現在はニューヨークで活動中。